# Garcias-Pass
Der Garcias-Pass (545 m), Afrikaans Garciapas, Englisch Garcia’s Pass oder Garcias Pass, ist ein Gebirgspass über den Langeberg in Südafrika. Er verbindet Riversdale in der Küstenebene mit Ladismith in der Kleinen Karoo und ist nach Maurice Garcia benannt. Dieser Siedler von 1820 jüdisch-portugiesischer Abstammung baute mit Hilfe Gefangener den ersten Saumweg entlang der Schlucht des Goukou-Rivers, der 1868 fertiggestellt wurde.   
Im Jahr 1872 wurde Thomas Bain, ein Straßenbaumeister, mit dem Bau einer für Fuhrwerke geeigneten Passstraße beauftragt. Aufgrund zahlreicher scharfer Kurven kamen die Arbeiten an der Straße nur sehr langsam voran, so dass die Straße erst Ende 1877 fertiggestellt wurde. Die Kosten betrugen das Zehnfache des ursprünglichen Budgets. Sowohl der Garcia-Pass als auch der bekanntere Tradouw-Pass, 30 Kilometer weiter westlich, trugen in der Pionierzeit der Siedler von 1820 wesentlich zur Ausweitung des Handels ins Landesinnere bei.  
Die 11,7 km lange Straße ist Teil der R323, die Riversdale mit Laingsburg verbindet. Die Steigung auf der Südseite beträgt bis zu 10 Prozent.

## Galerie

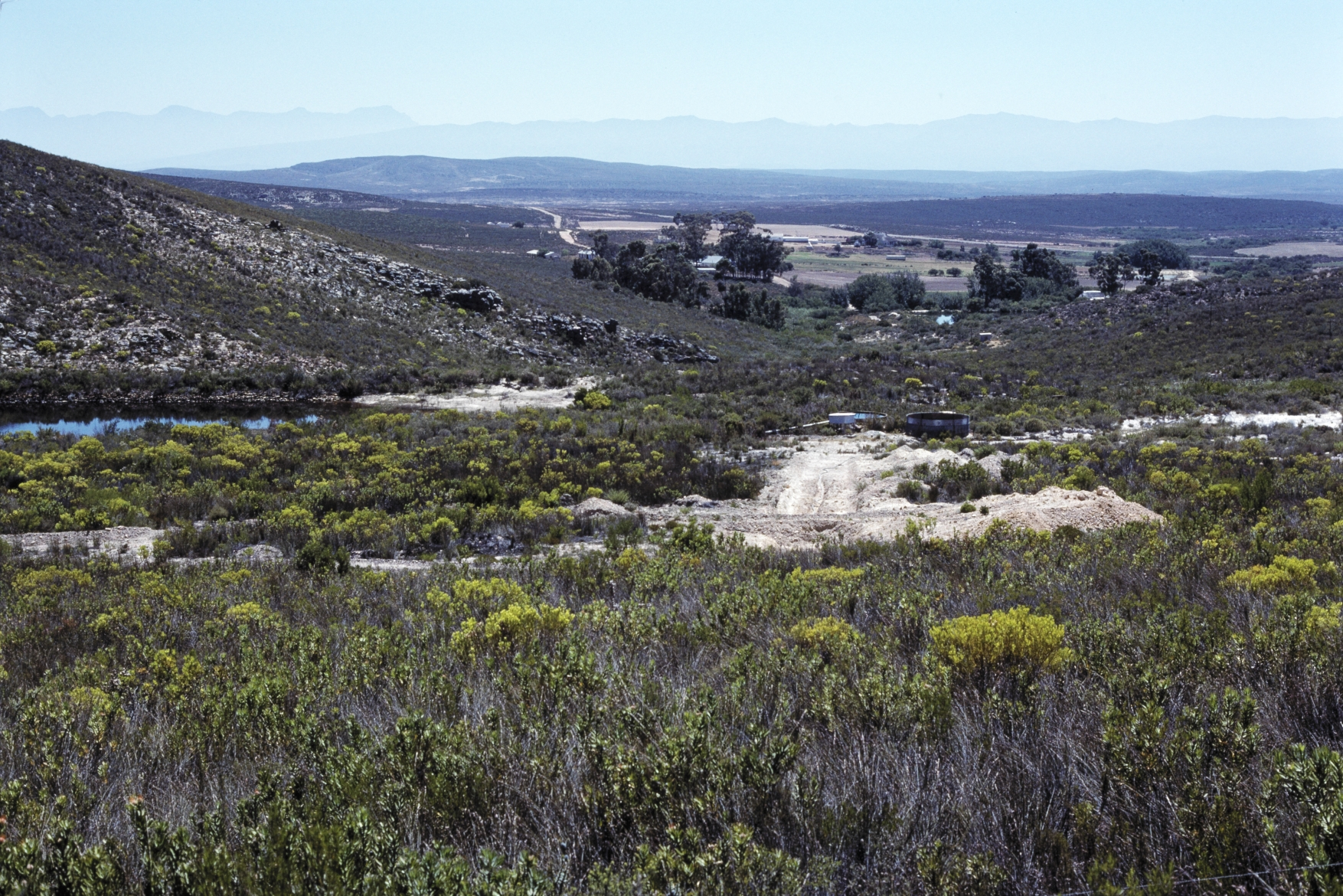
Nordseite des Passes
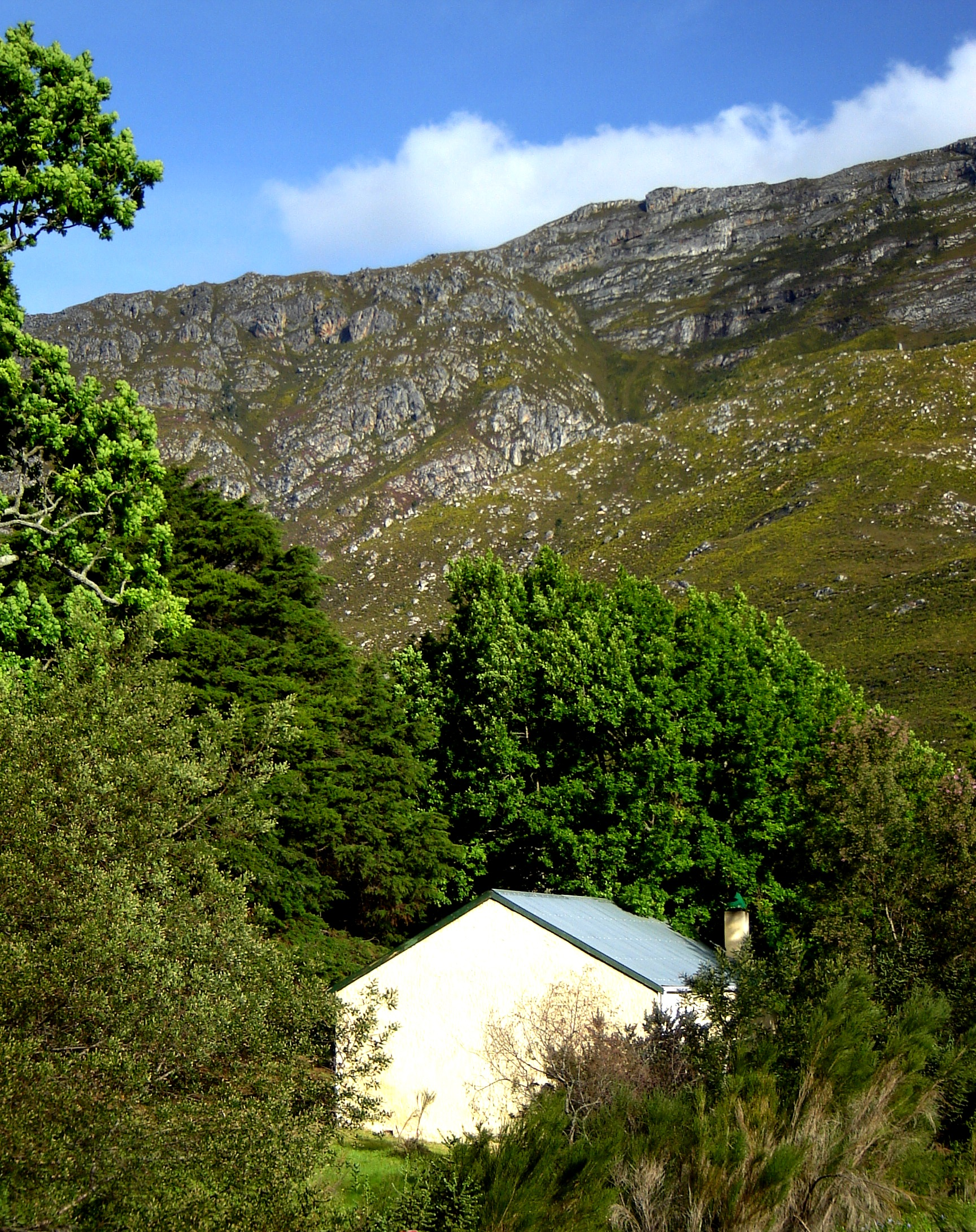
Altes Zollhaus
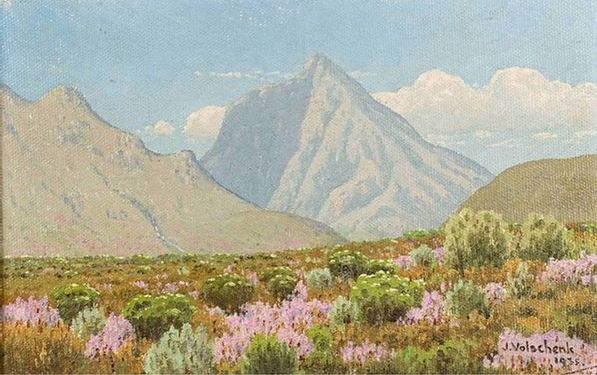
Gemälde von Volschenk (1935)